# Afari
Afari (ili Danakili) su kušitski narod koji pretežno živi u Danakilskoj pustinji u Etiopskoj regiji Afar te u Eritreji i Džibutiju.

## Općenito
Afari čine oko polovice stanovništva Džibutija, te predstavljaju jednu od devet priznatih etničkih grupa (kililocha) Etiopije. Afarski jezik (Kušitski) se govori u regiji Afar u Etiopiji, istočnoj Eritreji i Džibutiju, ali kako su Afari tradicionalno nomadski stočari, mogu se pronaći i u drugim državama. Danas se u afarsko plemene i kulturu pribraja oko 3,5 milijuna ljudi.

## Životni stil i kultura
Iako su, kao kod većine naroda, neki njihovi pripadnici migrirali u gradove i prihvatili "zapadni" ili kozmopolitski način života, većina Afara su još uvijek nomadski stočari koji uzgajaju koze, ovce i krave u pustinji. Tokom sušnih sezona većina ih migira i logoruje na obalama rijeke Avaš. Deve su glavno prijevozno sredstvo dok putuju od pojilišta do pojilišta. Većina migrira u visoravni s dolaskom kišne sezone u studenom kako bi izbjegla poplave i komarce.
Afarska šatorska kuća je poznata kao 'ari' i sastoji se od štapova pokrivenih s krevetskim prostirkama. 'Burra' ili logor se sastoji do dva ili više arija, te su za njega odgovorne žene. Afari svoju prehranu temeljenu na mesu i mlijeku upotpunjuju tako što sol koje otkopaju u pustinji, isto kao i višak mlijeka i životinjske kože, prodaju na tržnicama u Senbeteu i Batiju.
Afari su organizirani u klanske obitelji te klase -- asaimara ('crveni') koji dominiraju političkim životom plemena, te adoimara ('bijeli') koji su radnička klasa. Oni su partrilinearno društvo u kome se smatra da muškarci nasljeđuju snagu karaktera od svojih očeva, ali fizičke karakteristike, poput visine, te nešto duhovnih karakteristika, od majki.
Obrezivanje se prakticira među dječacima, i, što je izvor kontroverzi, djevojčicama. Dječake se sudi prema hrabrosti kojom podnose bol prilikom obrezivanja, te im je nakon toga dozvoljeno oženiti djevojku po svom izboru, najčešće nekom iz svoje etničke grupe, u idealnom slučaju rođakinju. Kada se udaju, žene tradicionalno nose crni turban zvan 'shash' ili 'mushal'. I kod muškaraca i kod žena glavni odjevni predmeet je 'sanafil', prsluk. Žene ga bojaju smeđe (iako danas mnoge žene koriste višebojne sanafile) dok ga muškarci ne bojaju.
Društvom tradicionalno vladaju sultanati koje tvore nekoliko sela vođenih 'dardarom'.
Afari su snažno povezani s okolišem i divljim životinjama, te dijele zemlju i njene resurse sa životinjama bez da im čine štetu. Zahvaljujući tome Afari se smatraju zaslužnim za očuvanje endemskog afričkog divljeg magarca (Equus Africanus), koji je izumro u drugim okolišima.

## Religija
Afari su se preobratili na islam u 10. stoljeću nakon kontakta s Arapima. Vrsta islama kojeg ispovijedaju je sinkretička, te uključuje mnoge elemente njihovih starijih vjerovanja (temeljenih na Nebeskom Bogu).

## Povijest
Preci današnjih Afara su se naselili na plodnom zemljištu Etiopske visoravni nešto prije 1000. godine, te su se uglavnom bavili stočarstvom. Nakon toga su počeli postepenu transformaciju prema nomadskom stilu života te se preselili u današnju domovinu. Od tog vremena su upetljani u niz sukoba sa susjednim plemenima i narodima.
Godine 1975. Afarska oslobodilačka fronta u Etiopiji je pod vodstvom bivšeg afarskog sultana otpočeo neuspješnu pobunu protiv etiopske vlasti. Derg režim je nakon toga ustanovio Autonomnnu regiju Asab (koja se danas zove Aseb i nalazi se Eritreji), iako su se manji sukobi nastavljali do 1990. godine. Slični, ali nešto manje nasilni pokreti postojali su i u Džibutiju.

## Suvremeni problemi
Na teritoriju od 270 000 četvornih kilometara kojeg nastanjuju Afari, danas postoje samo dvije bolnice koje su im na raspolaganju - "Nacionalna bolnica" i "Dubti bolnica". Samo 1/5 pripadnika Afara ima mogućnost i dostup pravilnoj zdravstvenoj njezi. Većinom boluju od neuhranjenosti. Njihova prehrana se najvećim dijelom sastoji samo od kruha i mlijeka. Mnogo Afara boluje od anemije zbog loše i neadekvatne prehrane.
Zbog siromaštva zemlje na kojoj žive i pustinjskog kraja (godišnje padne manje od 300 mm kiše, a temperature se vrlo rijetko spuštaju ispod 40°C), nemaju prirodne izvore vode pa im se ona dovozi cisternama iz drugih područja.  
Struju ima samo glavno afarsko naselje, Asayita, ali u isto vrijeme ima je samo oko polovice naselja, nikada cijelo. 

## Vanjske poveznice
- (engl.)National Geographic - "Cruelest Place on Earth - Africa's Danakil Desert"
- (fr.) Le peuple Afar: Leur culture, leur histoire